# Opłakiwanie zmarłego Chrystusa (obraz Andrei Mantegni)
Opłakiwanie zmarłego Chrystusa (także Chrystus zmarły, Martwy Chrystus) – obraz włoskiego malarza i rytownika Andrei Mantegni.
Temat opłakiwania zmarłego Chrystusa zaczerpnięty z Nowego Testamentu był kolejnym po motywie zdjęcia z krzyża najczęściej przedstawianym epizodem z życia i męczeńskiej śmierci Chrystusa. Według przyjętej wersji wokół ciała zmarłego pozostało siedem osób – Jan Ewangelista, Józef z Arymatei, Nikodem, Maria Magdalena oraz Maria z Nazaretu (matka Jezusa) i jej dwie siostry: Maria Kleofasowa i Maria Salome. Artyści przedstawiający scenę umieszczali na niej różną liczbę postaci. Najczęściej przedstawiano opłakujące Chrystusa kobiety lub Matkę Boską z Janem. W XV i XVI wieku obrazy takie malowali: Giotto di Bondone, Sandro Botticelli, Correggio, Hugo van der Goes, Peter Paul Rubens (obraz Złożenie do grobu z 1612 roku), Pietro Perugino (Opłakiwanie Chrystusa, 1495), Petrus Cristus (Opłakiwanie, ok. 1450) oraz Vittore Carpaccio (Przygotowanie do złożenia Chrystusa w grobie, 1510).
Podobnym motywem było przedstawienie martwego Chrystusa podtrzymywanego przez matkę lub anioły (Pietà i Pietà anielska).

## Opis obrazu
Obraz Mantegni Opłakiwanie zmarłego Chrystusa oddaje zainteresowania i fascynacje autora. Sposób przedstawienia ciała Zbawiciela dowodzi dużej znajomości sztuki antycznej i anatomii człowieka. Niezwykła perspektywa i elementy iluzjonizmu są typowe także dla innych twórców wczesnego renesansu takich jak Paolo Uccello i Piero della Francesca.
Obraz przedstawia ciało martwego Chrystusa ułożone na marmurowej ławie zwanej Kamieniem Namaszczenia i ukazane w silnym skrócie perspektywicznym. Muskularna, przypominająca grecką rzeźbę postać Jezusa wypełnia niemal cały obraz, na rękach i stopach widoczne są ślady po gwoździach, na przedramieniu lewej ręki pozostają ślady krwi. Twarz Jezusa wyraża zastygłe cierpienie i jednocześnie spokój. Okaleczone stopy wystają poza krawędź marmurowej płyty i zdają się wychodzić poza ramy obrazu. Wrażenie potęguje świadoma deformacja wprowadzona przez artystę, głowa zmarłego jest nieproporcjonalnie duża i przy zachowaniu właściwych proporcji byłaby zasłonięta przez klatkę piersiową. Twarze żałobników są ledwie zarysowane w lewym górnym rogu, według tradycji są to postacie Matki Boskiej, Marii Magdaleny i św. Jana lub Józefa z Arymatei. Obraz jest niemal monochromatyczny, realistyczny w każdym szczególe, a niespotykane wcześniej ujęcie podkreśla wizję cierpienia, śmierci i rozpaczy.
Andrea Mantegna zdawał sobie sprawę, że jego dzieło jest zbyt szokujące dla współczesnych mu odbiorców. Dlatego zapewne pozostawił je do śmierci w swojej pracowni, zdaniem niektórych historyków sztuki miał zamiar umieścić obraz nad swoim grobem. Ostatecznie po śmierci malarza płótno sprzedano dla pokrycia zobowiązań i obecnie znajduje się w zbiorach Pinakoteki Brera w Mediolanie.

## Sceny opłakiwania Chrystusa u innych twórców

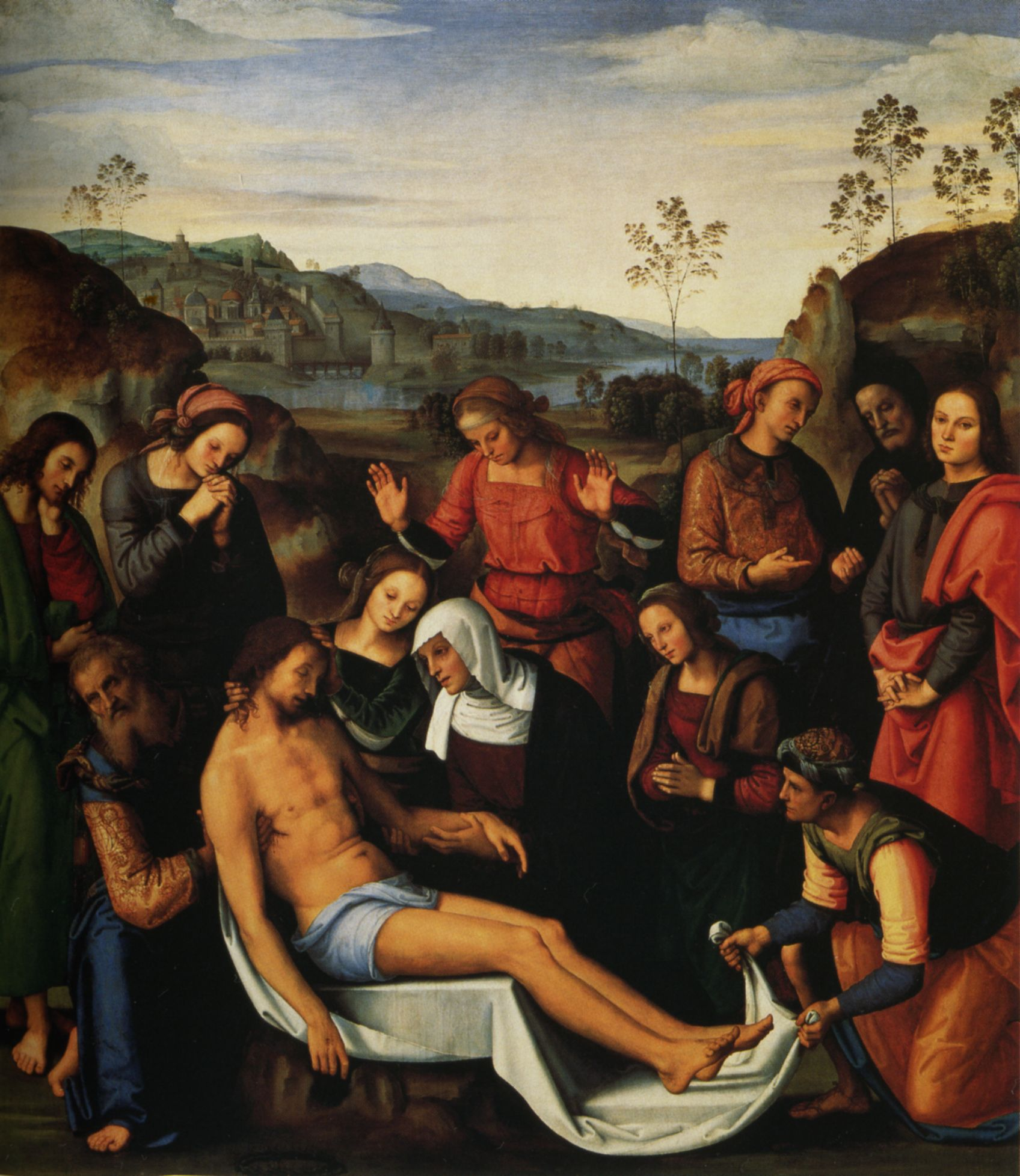
Pietro Perugino
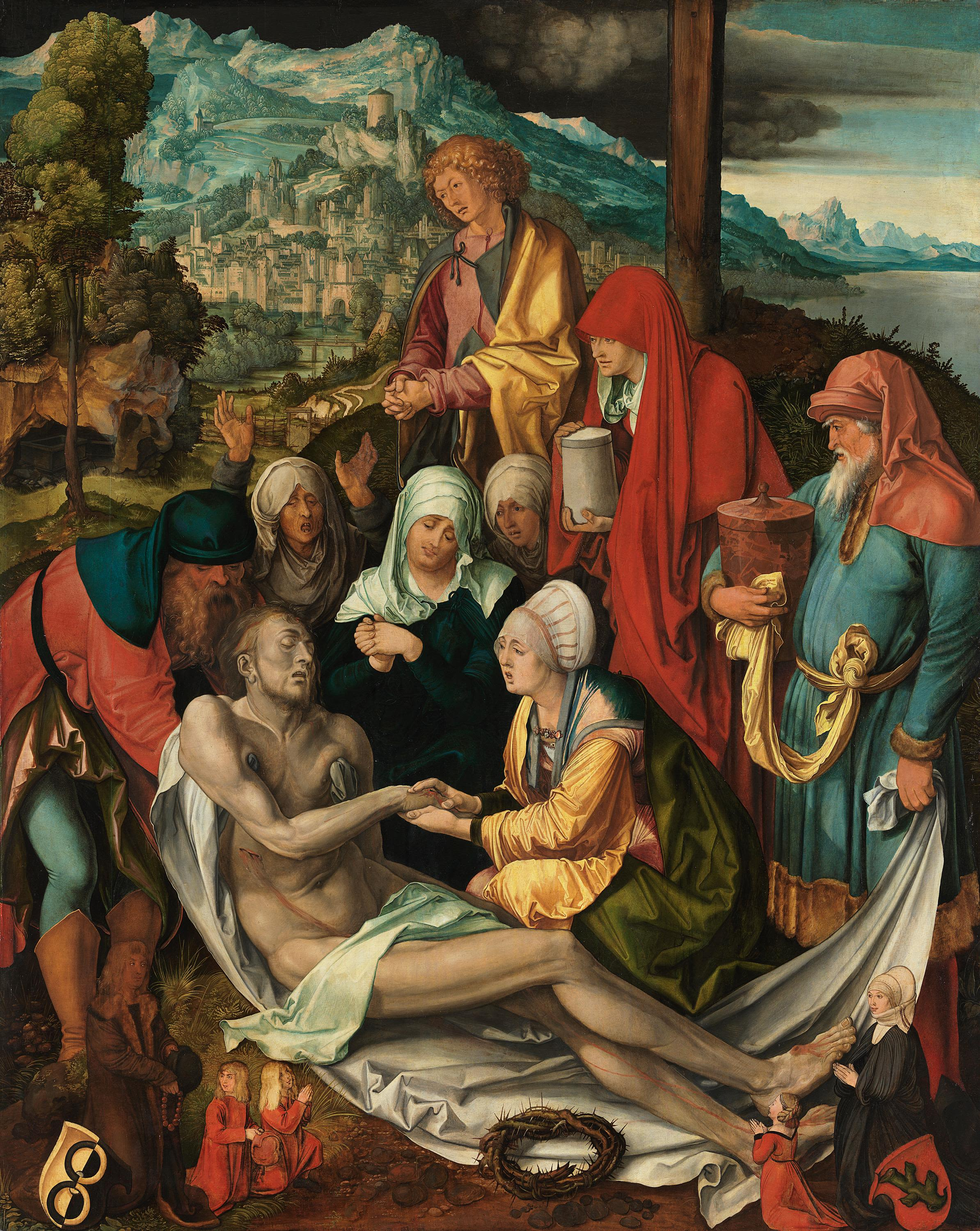
Albrecht Dürer
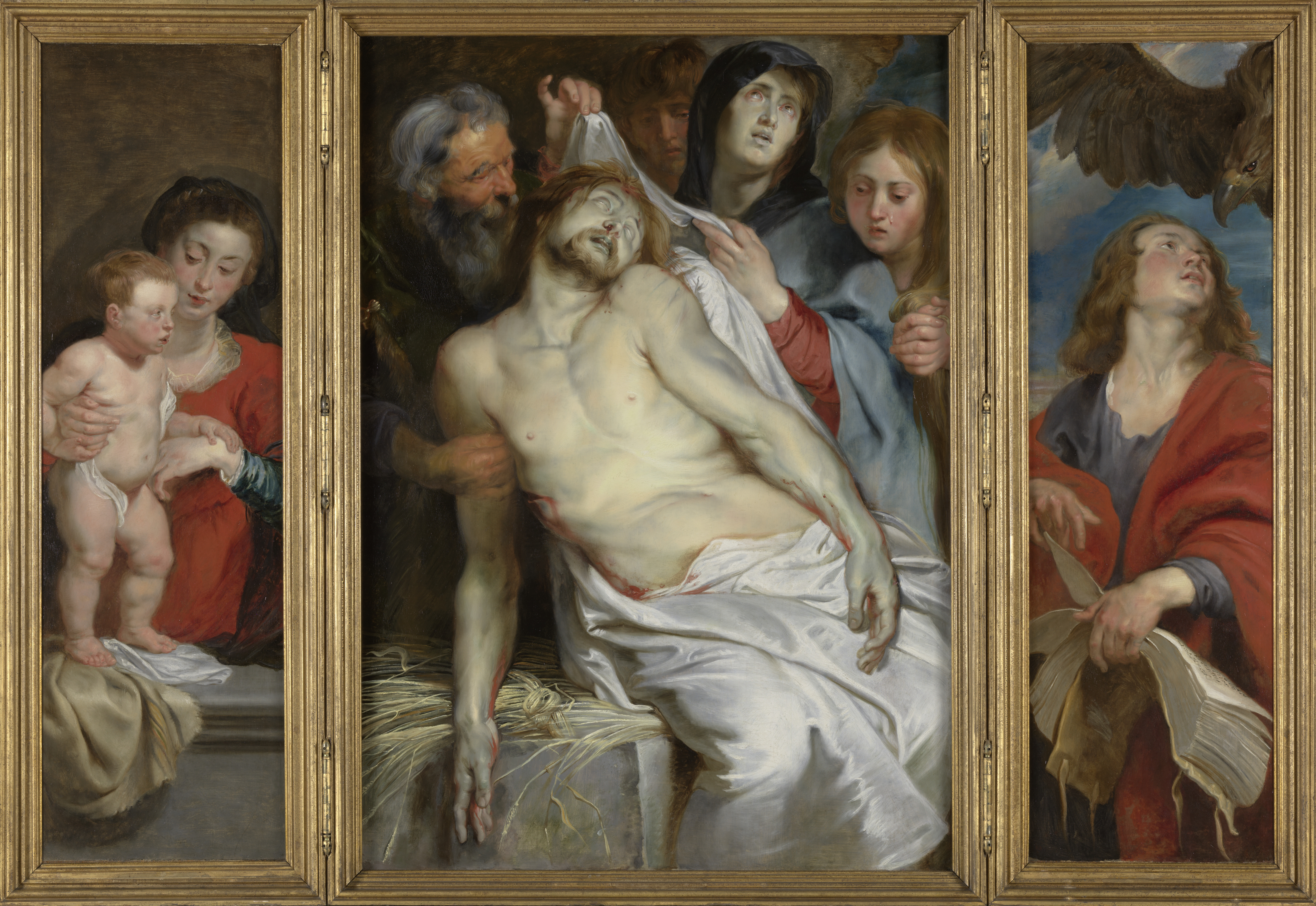
Peter Paul Rubens
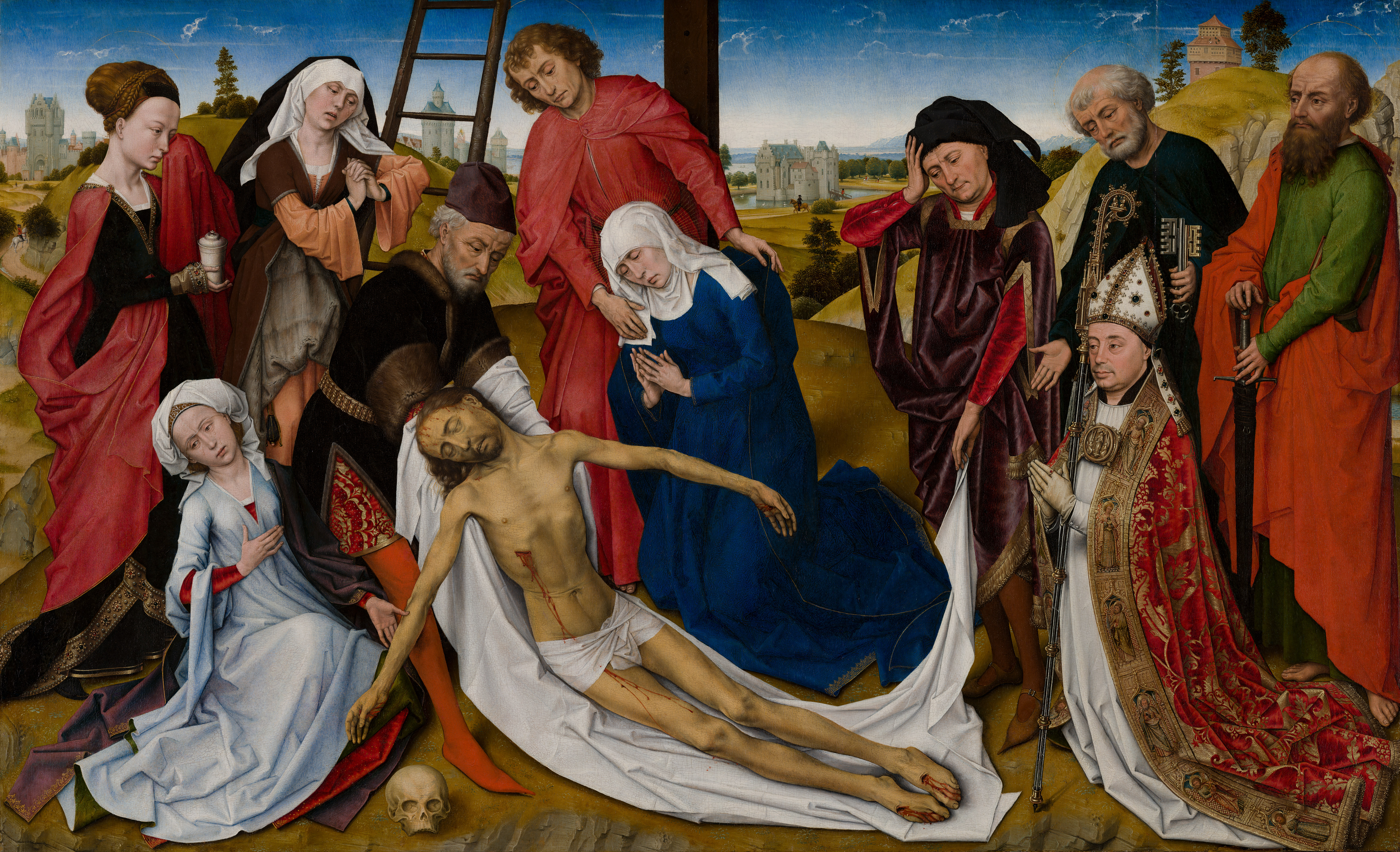
Rogier van der Weyden